# Boxed
A Boxed Mike Oldfield 1976-ban megjelent speciális válogatáslemeze.
Az eredeti változata négy lemezt tartalmazott. Az első hármon Oldfield addig megjelent három albumának újrakevert (remix) változata szerepelt. A negyedik lemez pedig a Collaborations (magyarul: közreműködések) címet viselte, melyen Oldfield mások lemezein való munkái, vagy kislemezen megjelent, esetleg kiadatlan feldolgozásai találhatóak. A kiadvány CD változata csak három lemezt tartalmaz, a Collaborations számai a másik három lemezre szétszórva kerültek fel.
A felvételeket az akkor divatba jött négycsatornás (quadro) formátumra keverték át, de a CD változat már csak kétcsatornás (sztereó).
A Tubular Bells második része hosszabb lett, ugyanis a legvégén található Sailor's Hornpipe népzenei feldolgozás kapott egy bevezetést. Ez a bevezetés már 1973-ban elkészült, de a kiadó kérésére lehagyták a lemezről. Ezen ugyanis Vivian Stanshall részegen mond egy hosszú beszédet, miközben furcsa zajokat hallhatunk. Ezért hívják ezt a változatot Drunk Sailor's Hornpipe-nak. ("drunk" magyarul: részeg)
A Hergest Ridge újrakeverésével kapcsolatban megemlítendő, hogy ez Oldfield-nak jobban tetszett, mint az eredeti, ezért a későbbi kiadások mindig ezt a Boxed remix változatát tartalmazzák, beleértve a mai CD-ket is. Az eredeti mix semmilyen kiadványon sem kapható.
Az Ommadawn újrakevert változatán első hallgatásra az a legfeltűnőbb különbség az eredetihez képest, hogy az első rész végén hallható dobolás sokkal tovább tart.
A Collaborations lemezen található számok egy része David Bedford albumairól valóak ("Phaeacian Games", "An extract from Star's End", "The Rio Grande"). A First Excursion is David Bedfordhoz kapcsolódik, de korábban nem jelent meg, Oldfield a társszerzője. Mindegyikükön hallható Oldfield gitárjátéka. A másik négy szám feldolgozás. Kettő közülük kislemezen már korábban is megjelent: "In Dulci Jubilo", "Portsmouth".

## Számok

### Eredeti változat
Disk 1:
1. Tubular Bells Part 1 (remix) – 25:55 (Mike Oldfield)
2. Tubular Bells Part 2 (remix) – 25:47 (Mike Oldfield)

Disk 2:
1. Hergest Ridge Part 1 (remix) – 21:33 (Mike Oldfield)
2. Hergest Ridge Part 2 (remix) – 18:40 (Mike Oldfield)

Disk 3:
1. Ommadawn Part 1 (remix) – 20:06 (Mike Oldfield)
2. Ommadawn Part 2 (remix) – 17:17 (Mike Oldfield)

Disk 4:
1. The Phaeacian Games - 3:58 (David Bedford, "The Odyssey", 1976)
2. An extract from Star's End - 7:33 (David Bedford, "Star's End", 1974)
3. The Rio Grande - 6:37 (David Bedford, "The Rime of the Ancient Mariner", 1975)
4. First Excursion - 5:56 (Mike Oldfield, David Bedford) (1976)
5. Argiers - 3:59 (népzene feldolgozás) (1976)
6. Portsmouth - 2:02 (népzene feldolgozás) (1976)
7. In Dulci Jubilo - 2:49 (Robert Lucas de Pearsall) (1975)
8. Speak (Tho' You Only Say Farewell) – 2:54 (Ray Morello/Horatio Nicholls) (1974)

### CD változat
Disk 1:
1. Tubular Bells Part 1 (remix) – 25:55 (Mike Oldfield) (1973)
2. Tubular Bells Part 2 (remix) – 25:47 (Mike Oldfield) (1973)
3. The Rio Grande - 6:37 (David Bedford, "The Rime of the Ancient Mariner", 1975)
4. Portsmouth - 2:02 (népzene feldolgozás) (1976)
5. In Dulci Jubilo - 2:49 (Robert Lucas de Pearsall) (1975)

Disk 2:
1. Hergest Ridge Part 1 (remix) – 21:33 (Mike Oldfield) (1974)
2. Hergest Ridge Part 2 (remix) – 18:40 (Mike Oldfield) (1974)
3. An extract from Star's End - 7:33 (David Bedford, "Star's End", 1974)
4. Argiers - 3:59 (népzene feldolgozás) (1976)
5. Speak (Tho' You Only Say Farewell) – 2:54 (Ray Morello/Horatio Nicholls) (1974)

Disk 3:
1. Ommadawn Part 1 (remix) – 20:06 (Mike Oldfield) (1975)
2. Ommadawn Part 2 (remix) – 17:17 (Mike Oldfield) (1975)
3. The Phaeacian Games - 3:58 (David Bedford, "The Odyssey", 1976)
4. First Excursion - 5:56 (Mike Oldfield, David Bedford) (1976)

## Zenészek, Produkció
- Tubular Bells remix: Phil Newell, asszisztens: Alan Perkins.
- Hergest Ridge remix: Mike Oldfield.
- Ommadawn remix: Mike Oldfield, Phil Newell.
- Phaeacian Games

David Bedford: ARP szintetizátor, vonós szintetizátor, zongora, elektromos zongora.
Mike Oldfield: gitár.
Felvétel: TW Studios, London, 1976 június, Througham, 1976 július.
Producer: Peter Jenner.
Hangmérnök: Martin Adam (TW), David Bedford (Througham).
- Extract from "Star's End"

Mike Oldfield: gitár, basszusgitár.
Chris Cutler: ütőhangszerek.
The Royal Philarmonic Orchestra, Vemon Handley vezényletével.
Felvétel: The Manor, The Manor Mobile, Barking Town Hall, 1974 augusztus.
Producer: David Bedford, Mike Oldfield.
- The Rio Grande

David Bedford: zongora, orgona.
Mike Oldfield: gitár.
Queen's College, London 2. és 3. osztályos tanulói: ének.
Felvétel: The Manor, The Beacon, The Manor Mobile, Queen's College Hall, 1975 június.
Producer: David Bedford.
- First Excursion

Mike Oldfield: gitár.
David Bedford: zongora, vonós szintetizátor.
Felvétel: Througham, 1976 augusztus.
Producer: Mike Oldfield.
Hangmérnök: Phil Newell.
- Argiers

Mike Oldfield: akusztikus gitár, vonós szintetizátor.
Leslie Penning: furulya.
Felvétel: Througham, 1976 január.
Producer: Mike Oldfield.
Hangmérnök: Paul Lindsay.
- Portsmouth

Mike Oldfield: akusztikus gitár, harmonika, mandolin, vonós szintetizátor, üstdob, bodhran.
Leslie Penning: furulya, láb.
Felvétel: Througham, 1976 január.
Producer: Mike Oldfield.
Hangmérnök: Paul Lindsay.
- In Dulci Jubilo

Mike Oldield: akusztikus és elektromos gitár, vonós szintetizátor.
Leslie Penning: furulya, kortholt.
William Murray: pergődob.
Felvétel: The Beacon, 1974 november, The Manor, 1975 október.
Producer: Mike Oldfield.
Hangmérnök: Mike Oldfield (Beacon), Phill Newell (Manor).
- Speak (Tho'You Only say Farewell)

Mike Oldfield: ének.
David Bedford: zongora, ének.
Felvétel: The Beacon, 1974 november.
Producer és hangmérnök: Mike Oldfield.

## Érdekességek
- A lemez elsősorban azért jelent meg, hogy az Oldfield iránti érdeklődést fenntartsa, ugyanis Oldfield pszichés problémái miatt várható volt, hogy sokáig nem jelentkezik új lemezzel.